# Narciarstwo dowolne na Zimowych Igrzyskach Olimpijskich 1994 – skoki akrobatyczne mężczyzn
Skoki akrobatyczne mężczyzn na Zimowych Igrzyskach Olimpijskich 1994 zostały rozegrane w dniach 21 (kwalifikacje) i 24 lutego (finał) w ośrodku narciarskim Kanthaugen Freestyle Arena. Konkurencja ta debiutowała w programie olimpijskim. Pierwszym w historii mistrzem olimpijskim w skokach akrobatycznych mężczyzn został Andreas Schönbächler ze Szwajcarii. Drugie miejsce zajął Kanadyjczyk Philippe LaRoche, a brąz wywalczył jego rodak - Lloyd Langlois.

## Wyniki

### Kwalifikacje
| Pozycja | Zawodnik             | Kraj              | Skok 1 | Skok 2 | Suma   | Uwagi |
| ------- | -------------------- | ----------------- | ------ | ------ | ------ | ----- |
| 1       | Alaksiej Parfienkou  | Białoruś          | 115,70 | 112,79 | 228,49 | Q     |
| 2       | Philippe LaRoche     | Kanada            | 105,00 | 117,65 | 222,65 | Q     |
| 3       | Lloyd Langlois       | Kanada            | 106,80 | 114,81 | 221,61 | Q     |
| 4       | Trace Worthington    | Stany Zjednoczone | 117,03 | 104,08 | 221,11 | Q     |
| 5       | Richard Cobbing      | Wielka Brytania   | 102,03 | 106,51 | 208,54 | Q     |
| 6       | Andy Capicik         | Kanada            | 104,28 | 103,01 | 207,29 | Q     |
| 7       | Nicolas Fontaine     | Kanada            | 97,40  | 109,24 | 206,64 | Q     |
| 8       | Jean-Marc Bacquin    | Francja           | 96,99  | 106,59 | 203,58 | Q     |
| 9       | Kris Feddersen       | Stany Zjednoczone | 104,50 | 94,77  | 199,27 | Q     |
| 10      | Andreas Schönbächler | Szwajcaria        | 99,94  | 96,59  | 196,53 | Q     |
| 11      | Mats Johansson       | Szwecja           | 86,26  | 106,31 | 192,57 | Q     |
| 12      | Eric Bergoust        | Stany Zjednoczone | 93,89  | 96,59  | 190,48 | Q     |
| 13      | Wasil Warabjou       | Białoruś          | 98,61  | 90,31  | 188,92 |       |
| 14      | Christian Rijavec    | Austria           | 101,27 | 84,84  | 186,11 |       |
| 15      | Tor Skeie            | Norwegia          | 79,42  | 93,35  | 172,77 |       |
| 16      | Serhij But           | Ukraina           | 81,89  | 89,30  | 171,19 |       |
| 17      | Michiel de Ruiter    | Holandia          | 81,37  | 87,02  | 168,39 |       |
| 18      | Alexis Blanc         | Francja           | 74,11  | 88,11  | 162,22 |       |
| 19      | Sergey Brener        | Uzbekistan        | 72,21  | 87,72  | 159,93 |       |
| 20      | Hiroshi Machii       | Japonia           | 79,62  | 73,91  | 153,53 |       |
| 21      | Alessandro Scottà    | Włochy            | 76,12  | 73,22  | 149,34 |       |
| 22      | Sébastien Foucras    | Francja           | 55,68  | 88,11  | 143,79 |       |
| 23      | Herbert Kolly        | Szwajcaria        | 59,94  | 69,16  | 129,10 |       |
| 24      | Freddy Romano        | Włochy            | 61,42  | 53,79  | 115,21 |       |

### Finał
| Pozycja | Zawodnik             | Kraj              | Skok 1 | Skok 2 | Suma   |
| ------- | -------------------- | ----------------- | ------ | ------ | ------ |
|         | Andreas Schönbächler | Szwajcaria        | 113,19 | 121,48 | 234,67 |
|         | Philippe LaRoche     | Kanada            | 110,58 | 118,05 | 228,63 |
|         | Lloyd Langlois       | Kanada            | 111,47 | 110,97 | 222,44 |
| 4       | Andy Capicik         | Kanada            | 106,71 | 112,36 | 219,07 |
| 5       | Trace Worthington    | Stany Zjednoczone | 102,57 | 115,62 | 218,19 |
| 6       | Nicolas Fontaine     | Kanada            | 98,01  | 112,80 | 210,81 |
| 7       | Eric Bergoust        | Stany Zjednoczone | 98,12  | 112,36 | 210,48 |
| 8       | Mats Johansson       | Szwecja           | 105,26 | 102,26 | 207,52 |
| 9       | Jean-Marc Bacquin    | Francja           | 108,33 | 88.55  | 196,88 |
| 10      | Richard Cobbing      | Wielka Brytania   | 102,22 | 94,36  | 196,58 |
| 11      | Kris Feddersen       | Stany Zjednoczone | 91,58  | 103,68 | 195,26 |
| 12      | Alaksiej Parfienkou  | Białoruś          | 91,00  | 87,48  | 178,48 |